# Биденкопф
Биденкопф (нем. Biedenkopf) — город в Германии, в земле Гессен. Подчинён административному округу Гиссен. Входит в состав района Марбург-Биденкопф.  Население составляет 13 219 человек (на 31 декабря 2010 года). Занимает площадь 90,33 км². Официальный код — 06 5 34 004.
Город подразделяется на 9 городских районов.

## Фотографии

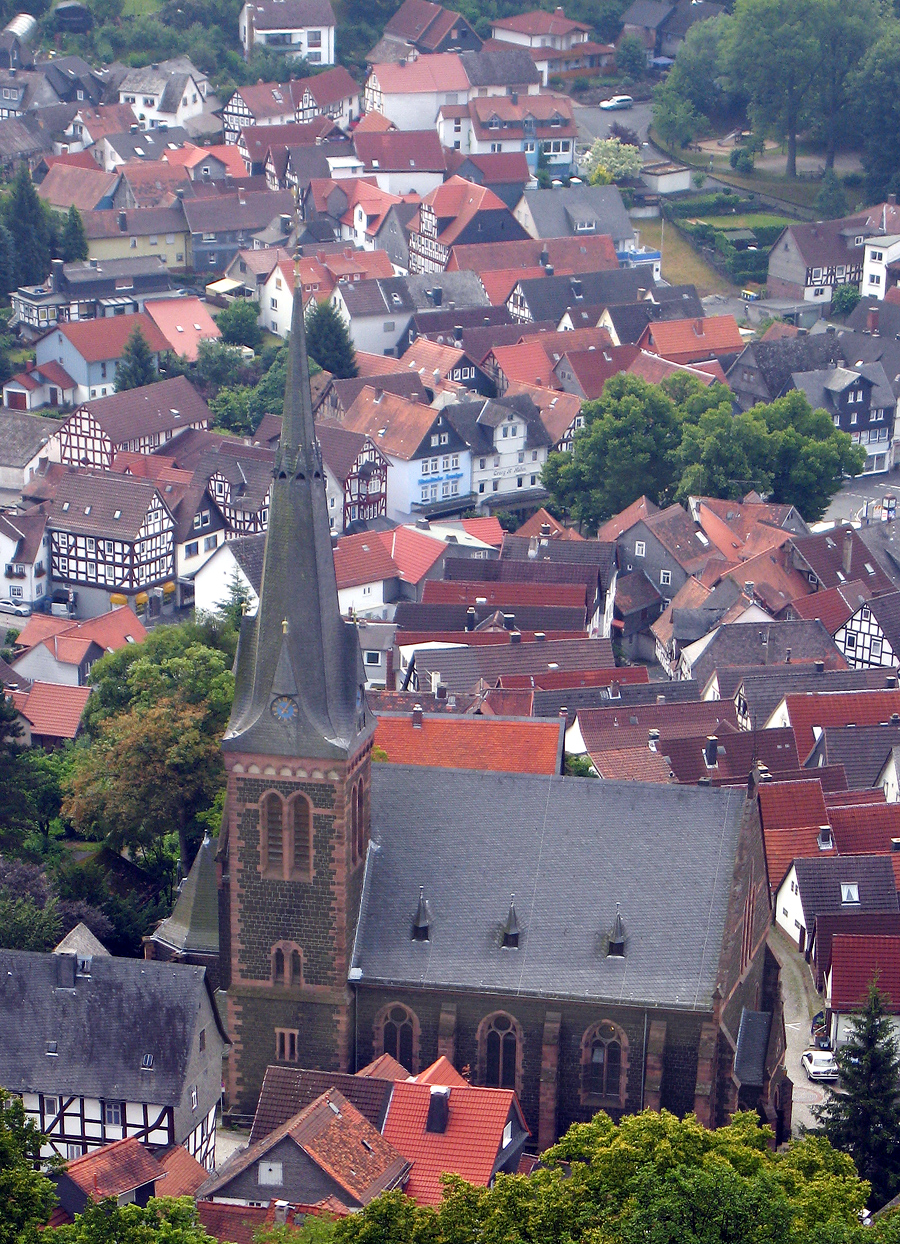
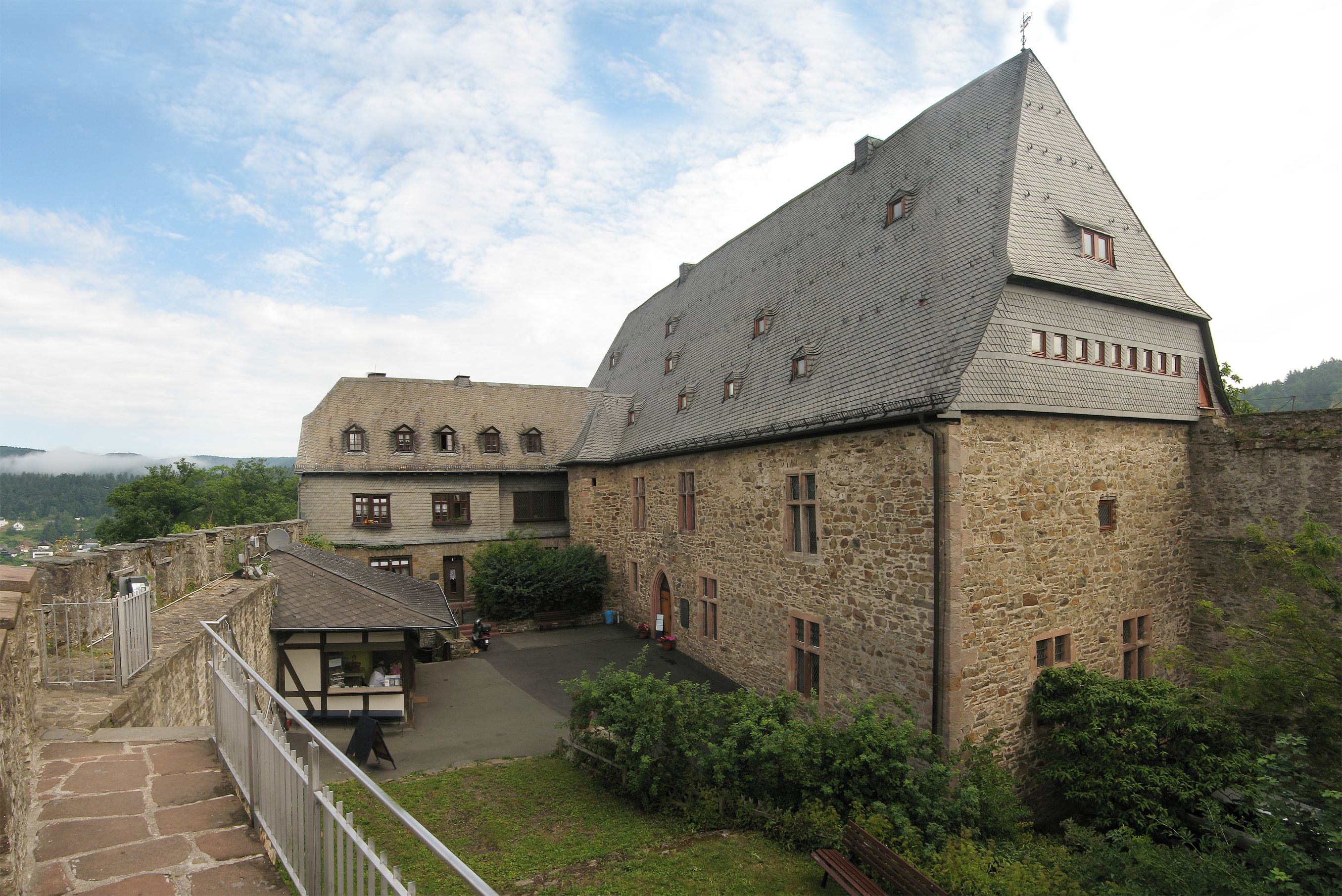
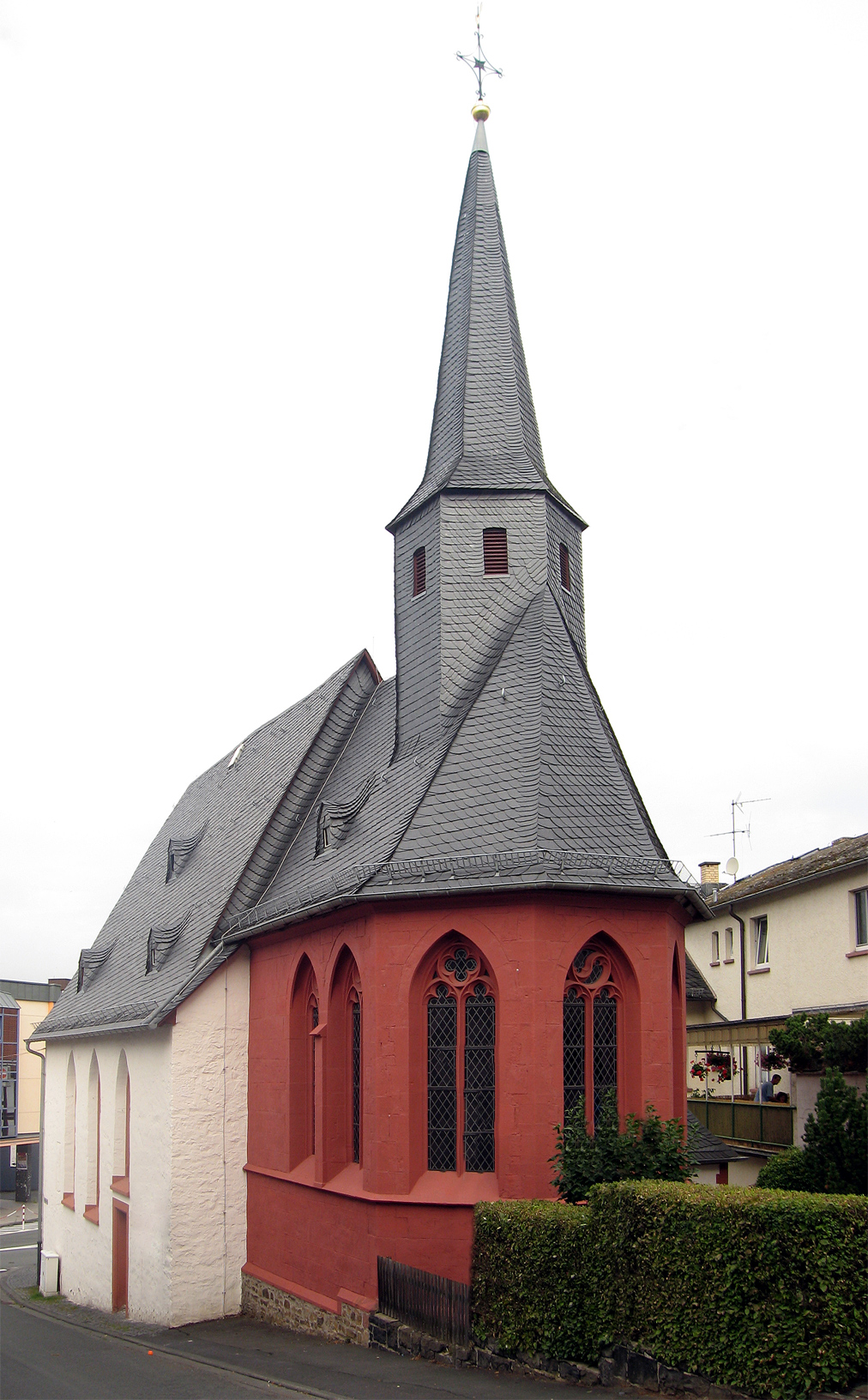
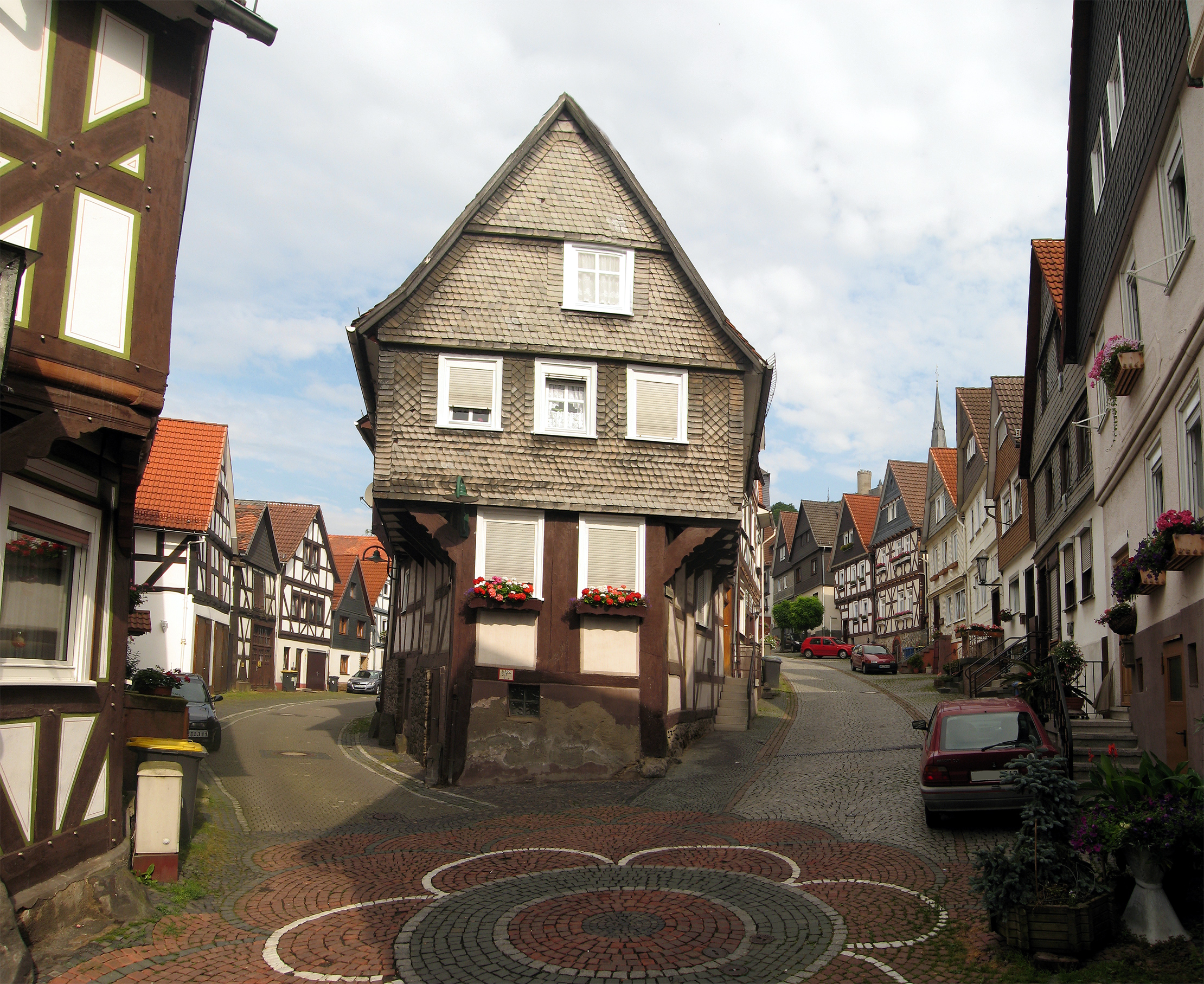
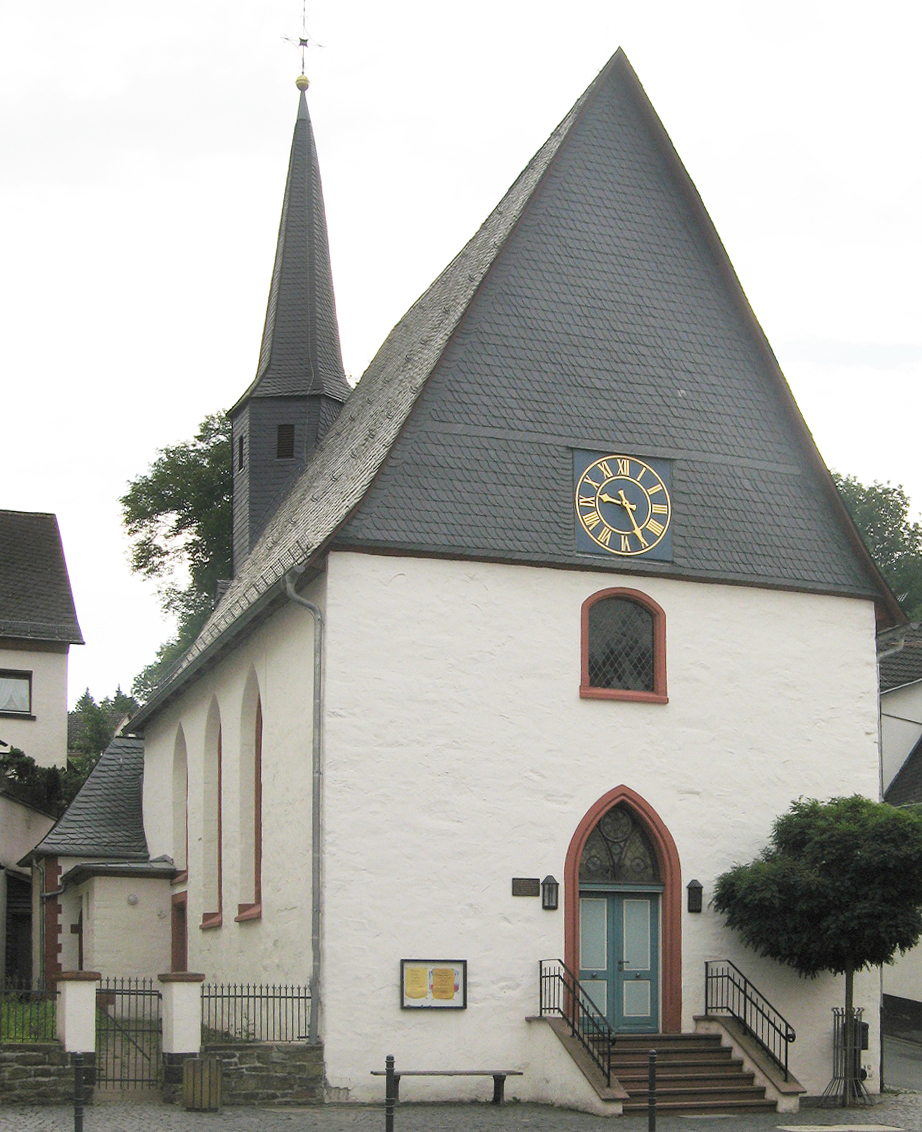

## Достопримечательности
- Замок Биденкопф